# Папский дворянин
Папские дворяне, также называемые Дворяне Его Святейшества или просто папские камергеры — приближённые миряне папы римского и его папского двора в Ватикане. Они служат в Апостольском дворце около базилики Святого Петра. Они — папский аналог традиционной придворной должности, известной как камергер.